# Parafia św. Pantelejmona w Kollumerpomp
Parafia św. Pantelejmona – pierwotnie etnicznie rosyjska parafia w Kollumerpomp, w dekanacie Beneluksu Arcybiskupstwa Zachodnioeuropejskich Parafii Tradycji Rosyjskiej Patriarchatu Moskiewskiego. Obecnie jest to jedyna parafia w Holandii, w której językiem liturgicznym jest flamandzki. Obowiązuje w niej kalendarz juliański. 
Proboszczem jest ks. Nikolaas Lukassen.